# Loubers
Loubers (okzitanisch Lobèrç) ist eine französische Gemeinde mit 94 Einwohnern (Stand: 1. Januar 2022) im Département Tarn in der Region Okzitanien. Sie gehört zum Arrondissement Albi und zum Kanton Carmaux-2 Vallée du Cérou. Die Einwohner werden Louberois und Loubersoises genannt.

## Geographie
Loubers liegt rund 25 Kilometer nordwestlich von Albi. Umgeben wird Loubers von den Nachbargemeinden Vindrac-Alayrac im Norden und Nordosten, Amarens im Osten, Frausseilles im Südosten, Cahuzac-sur-Vère im Süden und Südosten, Alos im Süden und Südwesten sowie Itzac im Westen.

## Bevölkerungsentwicklung
| Jahr                       | 1962 | 1968 | 1975 | 1982 | 1990 | 1999 | 2006 | 2017 |
| Einwohner                  | 87   | 90   | 80   | 88   | 72   | 79   | 91   | 78   |
| Quellen: Cassini und INSEE |      |      |      |      |      |      |      |      |

## Sehenswürdigkeiten

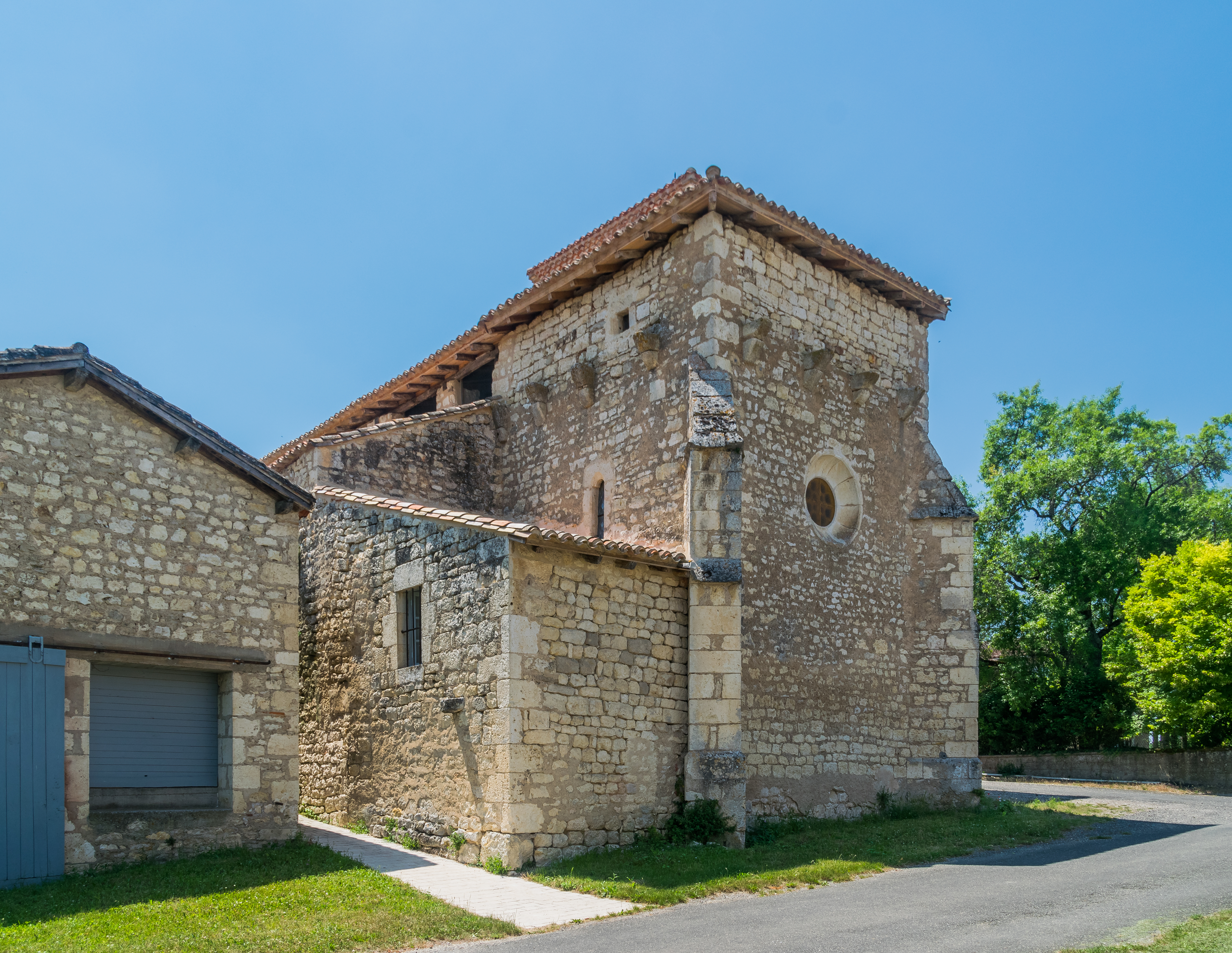
Kirche Saint-Denis

- Kirche Saint-Denis, seit 1978 als Monument historique eingeschrieben